# Berleadka, Murovani Kurîlivți
Berleadka (în ucraineană Берлядка) este un sat în comuna Obuhiv din raionul Murovani Kurîlivți, regiunea Vinnița, Ucraina.

## Demografie
Componența lingvistică a localității Berleadka
     Ucraineană (98,73%)
     Rusă (1,27%)
Conform recensământului din 2001, majoritatea populației localității Berleadka era vorbitoare de ucraineană (98,73%), existând în minoritate și vorbitori de rusă (1,27%).